# РГ-Во
РГ-Во (імовірно від рос. Ручная Граната — Вещество отравляющее) — ручна хімічна граната російського виробництва. Активна речовина — хлорацетофенон (CN) або 2-хлоробензальмалононітрил (CS).

## Історія

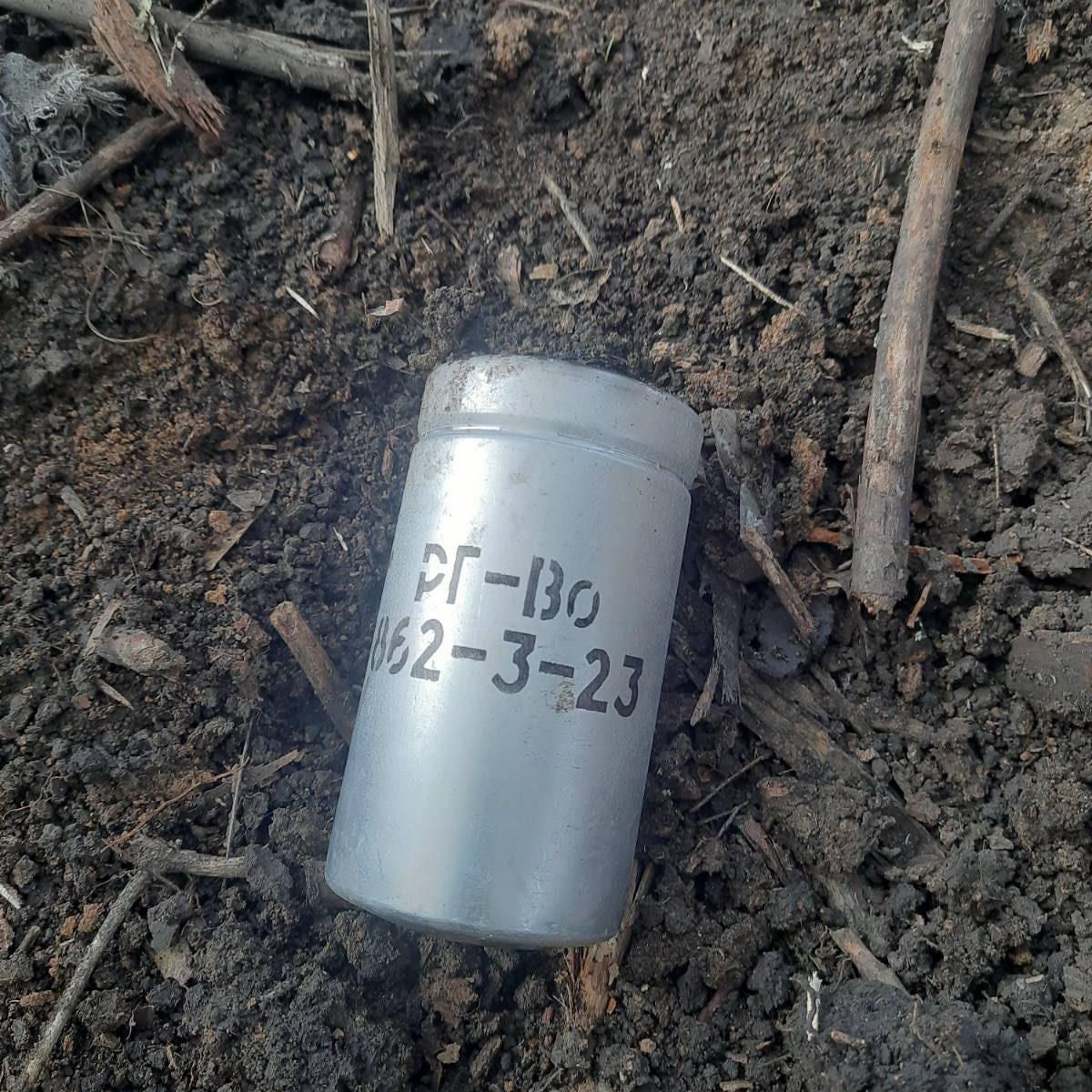
Виявлена 14 грудня 2023 року нова російська аерозольна граната РГ-Во з отруйною речовиною CN

В грудні 2023 року українськими військовими зафіксовано застосування росіянами нових аерозольних гранат виробництва 2023 року РГ-Во з отруйною речовиною подразнювальної дії CN. 9 грудня 2023 року інформацію про застосування таких боєприпасів поширив російський військовий та пропагандист Володимир Романов у власному Телеграм-каналі «Romanov Лайт».
29 травня 2024 року російський пропагандистський канал «RT» у соціальних мережах поширив репортаж в якому було показано скид хімічної гранати РГ-Во на бліндаж з українськими військовими аби «викурити» їх з укриття.
Маркування на виявлених гранатах 862-3-23 може свідчити про те, що ці гранати виготовлені на підприємстві «НДІ Прикладної Хімії» (поштова скриня А-1928) у третьому кварталі 2023 року.
20 вересня 2024 року уздовж лінії протистояння поблизу села Грушівка в Дніпропетровській області на позиції українських прикордонників була скинута граната РГ-Во (з серійним номером 862-2-24). На запит України технічна делегація ОЗХЗ провела аналіз самої гранати та проб ґрунту. Аналіз у двох незалежних лабараторіях показав наявність речовини CS. На прохання України звіт був розсекречений та оприлюднений на офіційному сайті організації.